# Валелуче (Фрозиноне)
Валелуче је насеље у Италији у округу Фрозиноне, региону Лацио.
Према процени из 2011. у насељу је живело 482 становника. Насеље се налази на надморској висини од 357 м.